# Station Banjarkemantren
Station Banjarkemantren, ook wel halte Banjarkemantren, is een spoorwegstation in Banjarkemantren, Oost-Java in Indonesië.
Het station ligt aan de spoorlijn Wonokromo-Sidoarjo.